# Andy Macdonald
Andy Macdonald, né le 31 juillet 1973, est un skateur professionnel anglo-américain.
Depuis septembre 2013, il détient le record du plus grand nombre de médailles aux X Games en skateboard vert et a remporté huit fois la coupe du monde de skateboard. Après sa participation aux Jeux olympiques d'été de 2024 à l'âge de 51 ans, il est le skateur olympique le plus âgé de l'histoire.

## Jeunesse
Andy Macdonald est originaire de Melrose, dans le Massachusetts aux États-Unis. Il commence le skateboard en 1986, à l'âge de 12 ans. Il est diplômé de la Newton North High School en 1992.

## Skateboard professionnel
Andy Macdonald devient skateur professionnel en 1994. En 1998, il est élu « meilleur skateur » par les lecteurs du magazine Transworld Skateboarding.
En 2022, il annonce son intention de tenter de se qualifier pour les Jeux olympiques d'été de 2024 en représentant la Grande-Bretagne, la patrie de son père, alors qu'il aura 50 ans au moment des Jeux de Paris. Il obtient sa qualification pour l'épreuve du park en juin 2024 et, à 51 ans, il devient le skateur olympique le plus âgé de l'histoire,. Ses collègues membres de l'équipe britannique de skateboard sont Sky Brown et Lola Tambling (en), tous deux âgés de seize ans,. Lors des Jeux, il termine 18e sur 22 participants et ne se qualifie donc pas pour la finale.

## Palmarès
- 1er lors de la coupe du monde de skateboard 1996-2000, 2002 et 2012
- 1er aux X Games de 1997 à 2002 dans la catégorie vert doubles avec Tony Hawk
- 1er aux X Games en 1996 et 1998 dans la catégorie vert
- 7 médailles d'argent et 7 médailles de bronze aux X Games entre 1997 et 2012 dans diverses catégories